# Stenelmis clavareaui
Stenelmis clavareaui is een keversoort uit de familie beekkevers (Elmidae). De wetenschappelijke naam van de soort werd in 1900 gepubliceerd door Antoine Henri Grouvelle.